# Chedivova súdánská medaile (1910)
Chedivova súdánská medaile byla medaile za tažení udílená egyptským chedivem za službu v Kondominiu Anglo-egyptského Súdánu. Založena byla roku 1911 a nahrazovala dříve udílenou Chedivovu súdánskou medaili.

## Historie
Medaile byla založena egyptským chedivem Abbásem II. Himlím v roce 1911. Nahrazovala tak již v roce 1897 založenou Chedivovu súdánskou medaili.

## Pravidla udílení
Medaile byla udílena příslušníkům egyptské armády včetně příslušníků súdánských praporů, za menší operace na území Súdánu. Udělena mohla být i důstojníkům Britské armády, kteří byli delegováni k jednotkám egyptské armády. Celé britské jednotky se těchto operací neúčastnily. Oceněno bylo také mnoho příslušníků Royal Flying Corps a to medailemi se sponami DARFUR 1916 či FASHER a také přibližně 30 příslušníků Royal Air Force medailemi se sponou GARJAK NUER.
Medaile udílená vojákům byla stříbrná s příslušnými sponami a medaile udílená civilistům byla stříbrná bez spon. Ostatním pracovníkům ve vojenských táborech, jako nosičům či podkoním, byly udíleny bronzové medaile bez spon.

## Popis medaile
Medaile má kulatý tvar o průměru 39 mm. Byla ražena ze stříbra či bronzu. Na přední straně je arabská šifra chediva s rokem od hidžry, odpovídajícím roku založení medaile. Medaile udílené od roku 1911 do roku 1918 nesou znak egyptského chediva Abbáse II. Hilmího a od roku 1918 znak egyptského sultána Husseina Kamela. Na zadní straně je znázorněn lev stojící na podstavci s nápisem SUDAN. Na pozadí je řeka Nil s vycházejícím sluncem. Medaile byly udíleny bez uvedení jména oceněného.
Stuha z moaré široká 32 mm sestává z širokého černého pruhu uprostřed, který je na obou stranách lemován úzkými zelenými pruhy a na okrajích jsou úzké pruhy červené barvy.

### Spony
Medaile mohla být udělena až se šestnácti různými sponami. Všechny spony nesly pojmenování jak v angličtině, tak v arabštině. Nejvíce bylo jednomu člověku uděleno s medailí pět těchto spon.
Typy spon:
1. ATWOT
2. SOUTHERN KERDOFAN 1910
3. SUDAN 1912
4. MANDAL
5. MIRI
6. ZERAF 1913-1914
7. MONGALLA 1915-1916
8. DARFUR 1916
9. FASHER
10. LAU-NUER
11. NYIMA 1917-1918
12. AWOT 1918
13. ALIAB DINKA
14. GARJAK NUER
15. NYALA
16. DARPUR 1921